# 陈健铭
陈健铭（英語：Tan Kian Meng，1994年6月1日—），馬來西亞男子羽毛球运动员。

## 選手生涯
陈健铭原為單打選手，馬來西亞羽总技术总监弗洛斯特認為他身材高大、后场快狠准、劈杀能力超卓，但网前球速度较慢，繼續打男单前途不大；若转型混双，网前可交给搭档，难题自然迎刃而解，於是便安排他與白燕薇合作混双。2015年9月，二人在越南國際系列賽混双决赛以1比2（13-21、21-19、17-21）不敌印尼的里安·斯瓦斯泰迪安／玛西塔·穆罕默丁。

### 2016-2017年
2016年1月，陈健铭開始與賴沛君搭檔混雙，合作兩个多月就打进馬來西亞大師賽决赛，並在半决赛直落两局以2比0（21-17、21-16）挑落师兄陈炳顺与师姐吴柳萤，最終獲亞。之後兩人在這年還曾闖入波蘭公開賽、中華台北公開賽、印尼大師賽決賽，在越南大獎賽和泰國黃金大獎賽奪冠。
2017年1月，陈／賴時隔一年再度出战馬來西亞大師賽，在混双决赛以2比0（21-17、21-9）击败了队友吳順發／賴潔敏，赢得冠军。

### 2021年 成為自由人
2021年2月，马来西亚羽毛球协会認為他的混雙搭檔賴沛君在世界羽联于泰国补办的两站世界巡回赛及总决赛表现不佳，決定將賴從國家隊開除。陈健铭虽然获得国家队留用，但他选择与赖沛君同进退，以自由人身份延续对东京奥运参赛权的追逐。
2022年4月，陈／賴於韓國公開賽決賽以直落二（21-15、21-18）擊敗地主國選手高成炫／嚴惠媛，時隔5年再度奪冠。

## 主要比賽成績
只列出曾進入準決賽的國際賽事成績：
| 年份   | 賽事                     | 公開賽級別 | 項目     | 搭檔   | 成績   |
| ------ | ------------------------ | ---------- | -------- | ------ | ------ |
| 2012年 | 馬來西亞羽毛球國際挑戰賽 | 國際挑戰賽 | 男子雙打 | 張育漢 | 準決賽 |
| 2014年 | 越南羽毛球國際挑戰賽     | 國際挑戰賽 | 男子單打 | －     | 準決賽 |
| 2015年 | 越南羽毛球國際系列賽     | 國際系列賽 | 混合雙打 | 白燕薇 | 亞軍   |
| 2015年 | 中華台北羽球大獎賽       | 大獎賽     | 混合雙打 | 白燕薇 | 準決賽 |
| 2016年 | 馬來西亞羽毛球大師賽     | 黃金大獎賽 | 混合雙打 | 賴沛君 | 亞軍   |
| 2016年 | 波蘭羽毛球公開賽         | 國際挑戰賽 | 混合雙打 | 賴沛君 | 亞軍   |
| 2016年 | 奧爾良羽毛球國際挑戰賽   | 國際挑戰賽 | 混合雙打 | 賴沛君 | 準決賽 |
| 2016年 | 中華台北羽毛球公開賽     | 黃金大獎賽 | 混合雙打 | 賴沛君 | 亞軍   |
| 2016年 | 越南羽毛球大獎賽         | 大獎賽     | 混合雙打 | 賴沛君 | 冠軍   |
| 2016年 | 印尼羽毛球大師賽         | 黃金大獎賽 | 混合雙打 | 賴沛君 | 亞軍   |
| 2016年 | 泰國羽毛球黃金大獎賽     | 黃金大獎賽 | 混合雙打 | 賴沛君 | 冠軍   |
| 2016年 | 碧特博格羽毛球黃金大獎賽 | 黃金大獎賽 | 混合雙打 | 賴沛君 | 準決賽 |
| 2016年 | 澳門羽毛球黃金大獎賽     | 黃金大獎賽 | 混合雙打 | 賴沛君 | 準決賽 |
| 2017年 | 馬來西亞羽毛球大師賽     | 黃金大獎賽 | 混合雙打 | 賴沛君 | 冠軍   |
| 2017年 | 德國羽毛球黃金大獎賽     | 黃金大獎賽 | 混合雙打 | 賴沛君 | 準決賽 |
| 2017年 | 新加坡羽毛球超級賽       | 超級賽     | 混合雙打 | 賴沛君 | 準決賽 |
| 2019年 | 馬來西亞羽毛球公開賽     | 超級750賽  | 混合雙打 | 賴沛君 | 準決賽 |
| 2019年 | 新加坡羽毛球公開賽       | 超級500賽  | 混合雙打 | 賴沛君 | 亞軍   |
| 2019年 | 印尼羽毛球公開賽         | 超級1000賽 | 混合雙打 | 賴沛君 | 準決賽 |
| 2019年 | 東南亞運動會羽毛球比賽   | 其他       | 男子團體 | －     | 銀牌   |
| 2019年 | 東南亞運動會羽毛球比賽   | 其他       | 混合雙打 | 賴沛君 | 銅牌   |
| 2020年 | 印度尼西亞羽毛球大師賽   | 超級500賽  | 混合雙打 | 賴沛君 | 準決賽 |
| 2020年 | 泰國羽毛球大師賽         | 超級300賽  | 混合雙打 | 賴沛君 | 準決賽 |
| 2021年 | 瑞士羽毛球公開賽         | 超級300賽  | 混合雙打 | 賴沛君 | 準決賽 |
| 2021年 | 荷蘭羽毛球公開賽         | 國際挑戰賽 | 男子雙打 | 陈蔚强 | 亞軍   |
| 2022年 | 印度羽毛球公開賽         | 超級500賽  | 混合雙打 | 賴沛君 | 準決賽 |
| 2022年 | 瑞士羽毛球公開賽         | 超級300賽  | 混合雙打 | 賴沛君 | 準決賽 |
| 2022年 | 韓國羽毛球公開賽         | 超級500賽  | 混合雙打 | 賴沛君 | 冠軍   |
| 2022年 | 英聯邦運動會羽毛球比賽   | 其他       | 混合團體 | －     | 金牌   |
| 2022年 | 英聯邦運動會羽毛球比賽   | 其他       | 混合雙打 | 賴沛君 | 銅牌   |
| 2022年 | 世界羽聯世界巡迴賽總決賽 | 總決賽     | 混合雙打 | 賴沛君 | 準決賽 |
| 2023年 | 蘇迪曼盃                 | 其他       | 混合團體 | －     | 季軍   |
| 2023年 | 中國羽毛球公開賽         | 超級1000賽 | 混合雙打 | 賴沛君 | 準決賽 |
| 2024年 | 印尼羽毛球公開賽         | 超級1000賽 | 混合雙打 | 賴沛君 | 準決賽 |
| 2024年 | 澳洲羽毛球公開賽         | 超級500賽  | 混合雙打 | 賴沛君 | 準決賽 |

| 2007-2017年 | 首要超級賽 | 超級賽 | 黃金大獎賽 | 大獎賽 | 國際挑戰賽 | 國際系列賽 | 未來系列賽 | 其他 |

| 2018-2026年 | 總決賽 | 超級1000賽 | 超級750賽 | 超級500賽 | 超級300賽 | 超級100賽 | 國際挑戰賽 | 國際系列賽 | 未來系列賽 | 其他 |

### 奧運會和世錦賽參賽紀錄
|          | 搭檔   | 2017 | 2018 | 2019 | 2020 | 2021 | 2022 | 2023 |
| -------- | ------ | ---- | ---- | ---- | ---- | ---- | ---- | ---- |
| 混合雙打 | 賴沛君 | 16強 | 32強 | 16強 | －   | 16強 | 8強  | 32強 |